# Pterocephalus depressus
Pterocephalus depressus är en tvåhjärtbladig växtart. Pterocephalus depressus ingår i släktet Pterocephalus och familjen Dipsacaceae.

## Underarter
Arten delas in i följande underarter:
- P. d. depressus
- P. d. rifanus

## Bildgalleri

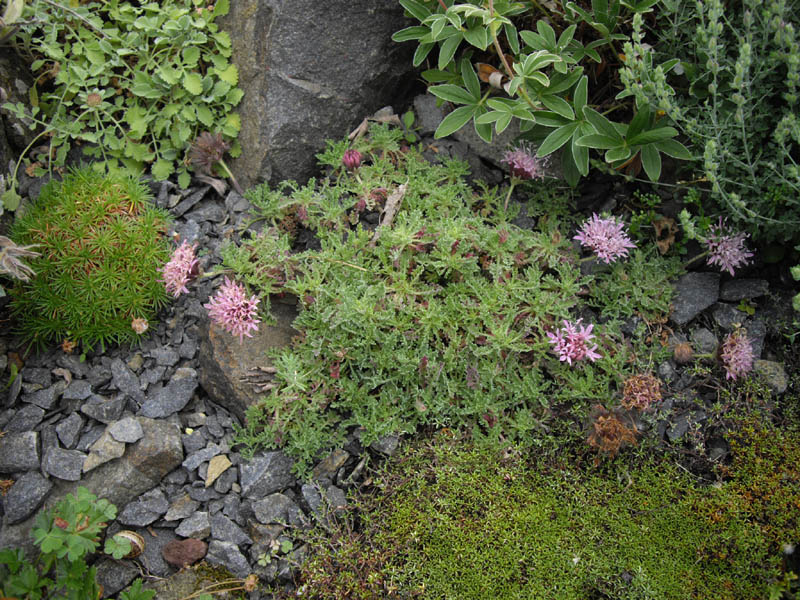
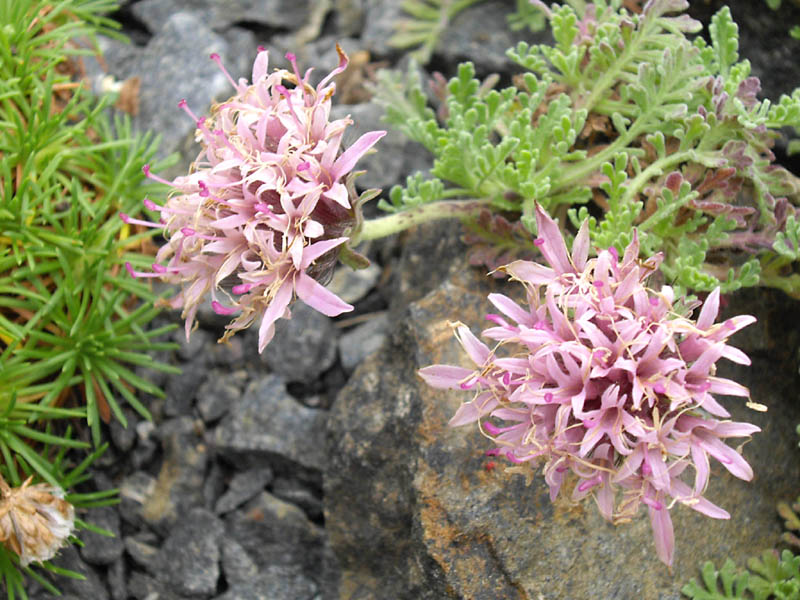